# Sistema muscular
El sistema muscular es un conjunto de músculos que pueden ser controlados de forma voluntaria por un organismo vivo. En la mayor parte de los textos se considera que el sistema muscular está formado por los músculos voluntarios. El resto de músculos que incluyen el músculo liso y el cardiaco se integran en otros sistemas por tener funciones muy diferentes. Por ejemplo el músculo cardiaco se incluye dentro del sistema cardiovascular y los músculos de la pared bronquial dentro del aparato respiratorio. Los artículos que deben consultarse para la descripción de todos los músculos, tanto voluntarios como involuntarios son: músculo y tejido muscular. Su función principal es conseguir movilidad, acción que tiene lugar cuando los estímulos eléctricos procedentes del sistema nervioso provocan la contracción de las fibras musculares. Los músculos que se contraen de forma automática como el músculo cardíaco o la musculatura lisa no se consideran habitualmente parte del sistema muscular. El conjunto de la musculatura esquelética corresponde aproximadamente al 40% del peso de un hombre adulto. La suma del sistema muscular más el sistema óseo formado por los huesos da lugar al aparato locomotor.

## Tejido muscular

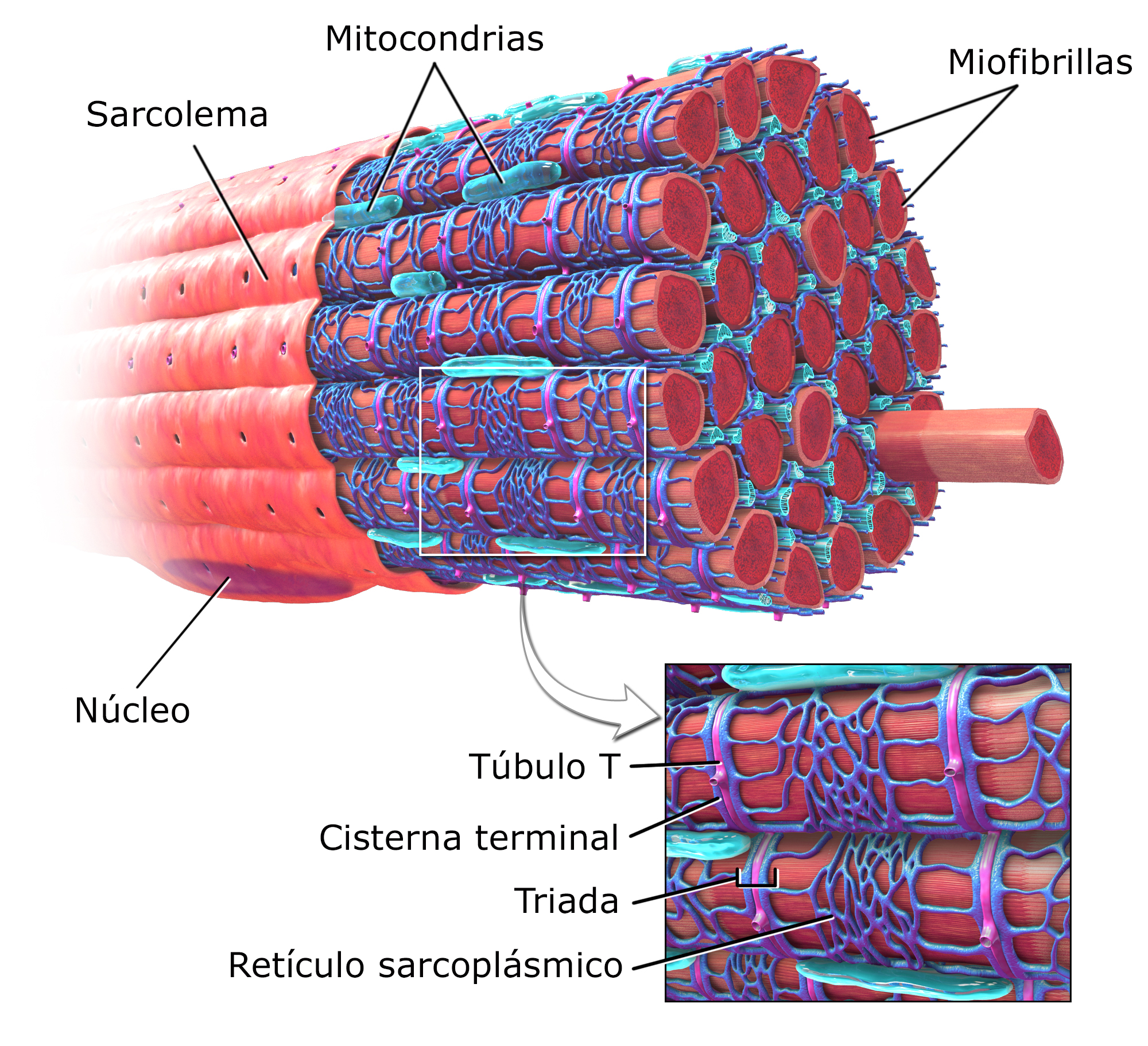
Estructura microscópica de una fibra de músculo esquelético.

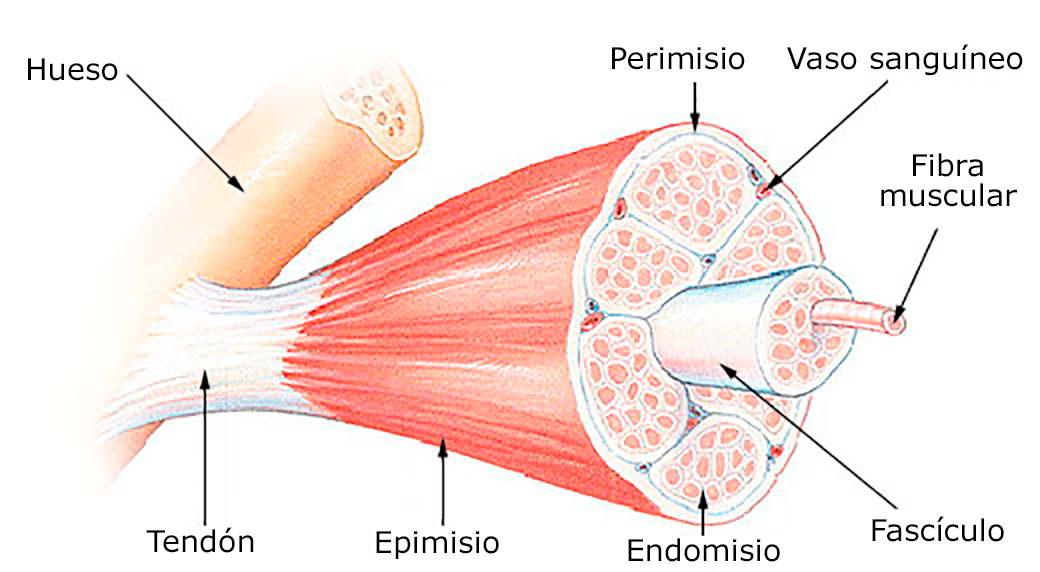
Estructura del músculo estriado.

Existen básicamente tres tipos de tejido muscular: esquelético, cardiaco y liso. Los tres presentan la propiedad de la contractibilidad por la cual las células pueden disminuir y aumentar su longitud, pero difieren por sus características microscópicas, localización y la forma en que se regula la contracción que puede ser voluntaria a través de órdenes generadas en el lóbulo frontal del cerebro o involuntaria, es decir automática sin que intervenga la voluntad, tal como ocurre en el músculo cardiaco o en la capa muscular que está situada en la pared del intestino.
El tejido muscular está formado por células llamadas miocitos y también tiene cuatro propiedades principales que lo diferencian del resto de los tejidos:
- Excitabilidad eléctrica.  El tejido muscular recibe impulsos eléctricos del sistema nervioso y responde a los mismos generando movimiento.
- Contractibilidad. Se define como la capacidad de acortamiento que genera una tensión llamada fuerza de contracción. Si la tensión producida supera la resistencia, se produce un movimiento que será diferente dependiendo del lugar en el que esté situado el músculo.
- Extensibilidad.  Es la capacidad del músculo para extenderse sin sufrir daño alguno. Esta propiedad puede apreciarse claramente en la capa muscular del estómago que se distiende considerablemente cuando el estómago se llena de comida durante el proceso de digestión.
- Elasticidad. Se refiere a la capacidad del tejido muscular para volver a su longitud original después del proceso de contracción o tras su estiramiento.

Si se compara el tejido muscular con otros tejidos como el tejido óseo que forma los huesos, puede comprenderse fácilmente la importancia de estas cuatro propiedades. El tejido óseo no es excitable eléctricamente, tampoco tiene capacidad de contraerse o variar de forma. No es extensible, si sufre un alargamiento se rompe provocando una fractura.

### Células musculares

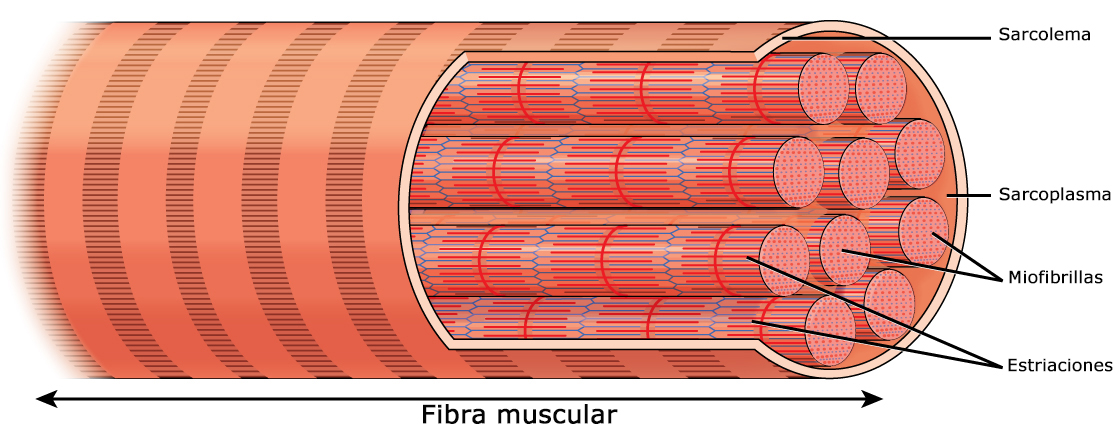
Fibra muscular.

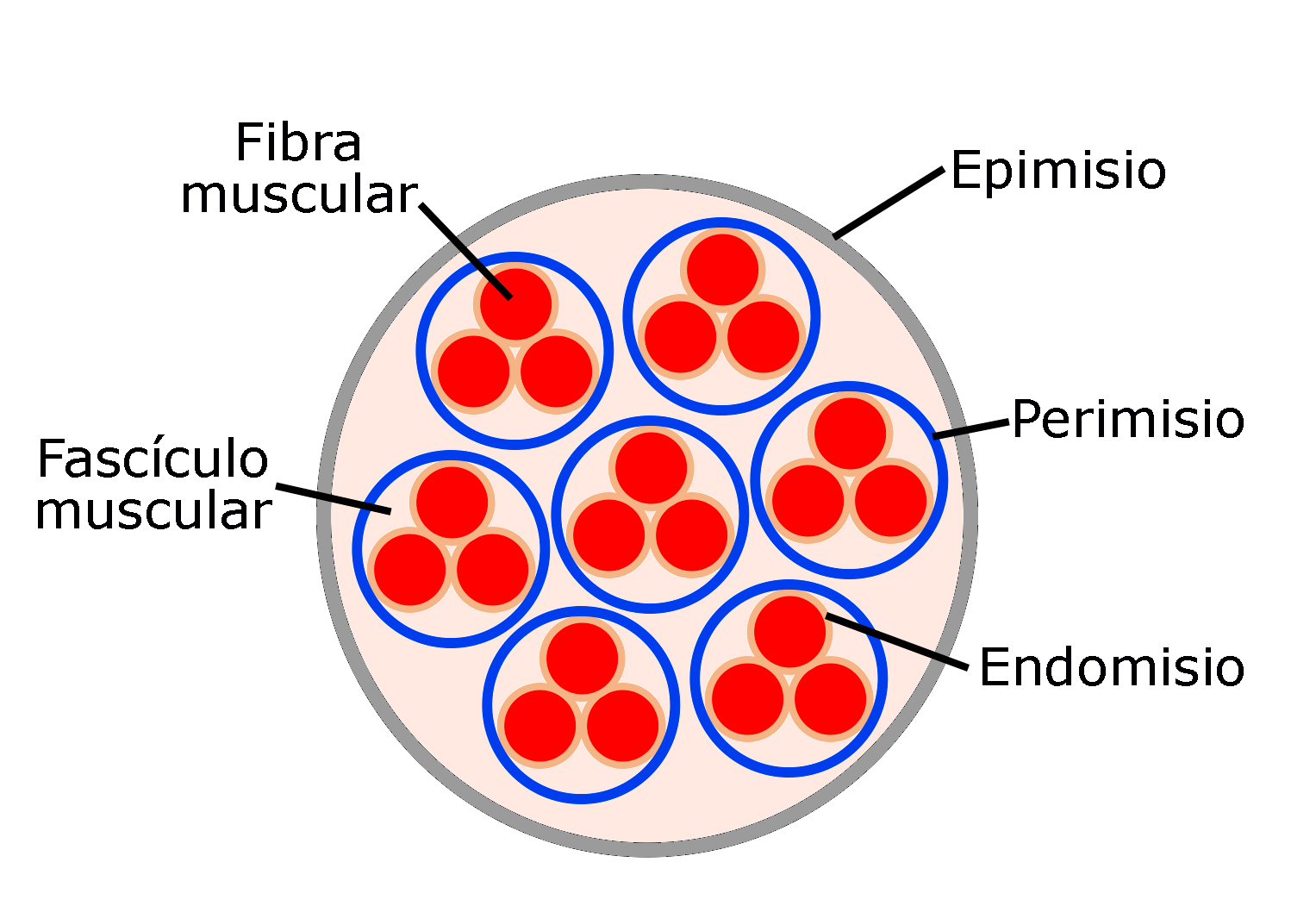
Esquema de la sección de un músculo en el que se visualiza el endomisio, perimisio y epimisio.

Las células que forman el tejido muscular se llaman miocitos o fibras musculares debido a su forma alargada. Los miocitos del músculo estriado son muy largos, tienen forma cilíndrica y están multinucleados, es decir cada célula contiene varios núcleos.  Las fibras musculares individuales se agrupan formando fascículos. Cada fibra está rodeada por una capa de tejido conjuntivo que se llama endomisio, mientras que el fascículo completo está envuelto en el perimisio. Varios fascículos se agrupan para formar el músculo íntegro que está rodeado por el epimisio.
Las fibras musculares poseen abundantes filamentos internos llamados miofibrillas, que se ubican paralelamente a lo largo del eje mayor de la célula y ocupan casi toda la masa celular. Las miofibrillas de las fibras musculares lisas son aparentemente homogéneas, pero las del músculo estriado presentan zonas de distinta refringencia, debido a la distribución de los componentes principales de las miofibrillas, las proteínas miosina y actina.
La membrana que rodea la célula muscular se denomina sarcolema, mientras que el citoplasma se llama sarcoplasma. La región en la que se encuentran los filamentos de actina y miosina recibe el nombre de sarcómero.

### Placa neuromuscular

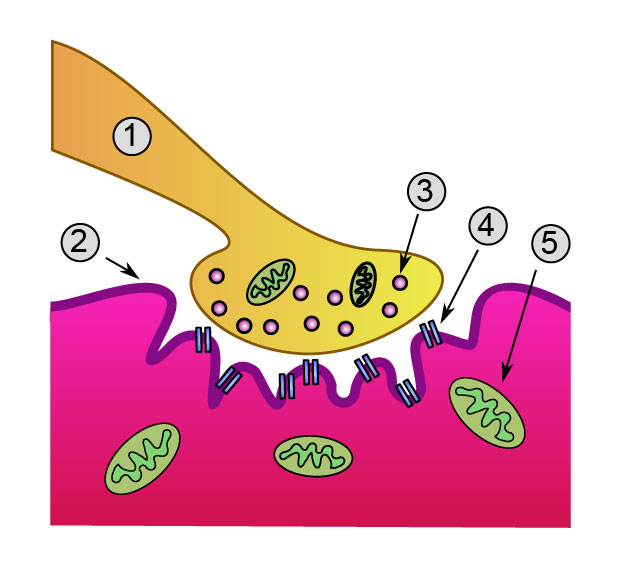
Esquema de la unión neuromuscular:1. Axón, 2.Sarcolema, 3.Vesícula sináptica, 4.Receptor para acetilcolina, 5. Mitocondria

La placa neuromuscular o unión neuromuscular es la conexión que se establece entre una neurona motora y un músculo, mediante la cual la neurona transmite impulsos eléctricos a la fibra muscular y esta se contrae. En la placa neuromuscular intervienen dos células: la neurona motora (motoneurona) y la célula muscular (miocito). Entre ellas queda un espacio que se llama hendidura sináptica. 
Cuando un impulso nervioso (potencial de acción) viaja a través del axón de una neurona motora, alcanza al final de su recorrido la región que se conoce como botón terminal, en donde libera el neurotransmisor acetilcolina a la hendidura sináptica. La acetilcolina se une a la membrana de la célula muscular y hace que esta altere su potencial de membrana (despolarización). La despolarización se extiende a través de toda la fibra y provoca su contracción que es la respuesta final. 
La despolarización de la membrana del miocito se desencadena por la apertura de canales de calcio que permite al calcio extracelular penetrar en la célula muscular.

### Contractibilidad
La contractibilidad es la propiedad que tienen las fibras musculares para acortarse y hacerse más gruesas. Ello es posible porque cada célula contiene numerosos filamentos que están formados de dos proteínas diferentes llamadas actina y miosina, ambos tipos tienen aspecto diferente, los filamentos de actina son delgados y de color claro, mientras que los de miosina son de color oscuro y gruesos. Se alternan entre sí imbricados como cuando se entrelazan los dedos de las manos.
Según el modelo del filamento deslizante, en situación de reposo la fibra muscular presenta un grado moderado de solapamiento entre los filamentos de actina y miosina, en estado de contracción el solapamiento aumenta, mientras que si se produce una elongación muscular el solapamiento disminuye y puede llegar a ser nulo.

Mecanismo de la contracción muscular por sarcómeros.

### Tono muscular
El concepto de tono muscular describe una tensión ligera y constante en el músculo que se manifiesta como resistencia cuando se intenta movilizar de forma pasiva una articulación. Tiene una función primordial en el mantenimiento de la postura, por ejemplo, para permanecer de pie o sentado en un banco sin respaldo. El exceso de tono muscular se llama hipertonía, mientras que su descenso es la hipotonía.
El mantenimiento de una postura corporal determinada requiere una actividad continua del sistema nervioso para ajustar la actividad de la musculatura del tronco y las extremidades, de tal forma que en cada momento el tono muscular se adapta a la situación de las articulaciones y a la existencia de cargas externas, por ejemplo cuando se transportan objetos pesados.

### Tipos de fibras musculares
Las fibras de los músculos estriados pueden clasificarse en varias categorías: tipo I, tipo II y tipo IIa.
- Tipo I. También llamada fibras de contracción lenta o rojas, son de diámetro pequeño, están irrigadas por gran cantidad de vasos sanguíneos y poseen en su interior numerosas mitocondrias pero muy poco glucógeno.  Funcionan principalmente para actividades que precisan contracciones de poca intensidad pero muy prolongadas en el tiempo, por ejemplo el mantenimiento de la postura corporal.[10]
- Tipo II. También llamadas de contracción rápida o blancas. Tienen características opuestas a las fibras de tipo I, el diámetro es mayor, están poco vascularizadas, contienen pocas mitocondrias y mucho glucógeno. El organismo las utiliza principalmente para ejercicios poco duraderos en el tiempo, pero de intensidad alta. Son muy sensibles a la fatiga.[10]
- Tipo IIa. Tienen características intermedias entre las de tipo I y tipo II. Dependiendo del tipo de entrenamiento que realice una persona, pueden transformarse en fibras de tipo I, si predominan los ejercicios de fuerza prolongados, o en fibras de tipo II si en el entrenamiento predominan ejercicios que precisen actividad muscular intensa pero de corta duración, entre 30 segundos y 2 minutos.[10]

## Tipos de músculos

1. Músculo estriado.
2. Músculo liso.
3. Músculo cardíaco.

Existen tres tipos de músculo: músculo esquelético, músculo liso y músculo cardiaco. En la mayor parte de los textos se considera que el sistema muscular está formado únicamente por los músculos esqueléticos que son los que hacen posible los movimientos voluntarios. Sin embargo en ocasiones se incluye el músculo liso y el músculo cardiaco en este sistema, aunque sus funciones son muy diferentes como se reseña a continuación:

### Músculo estriado (esquelético)

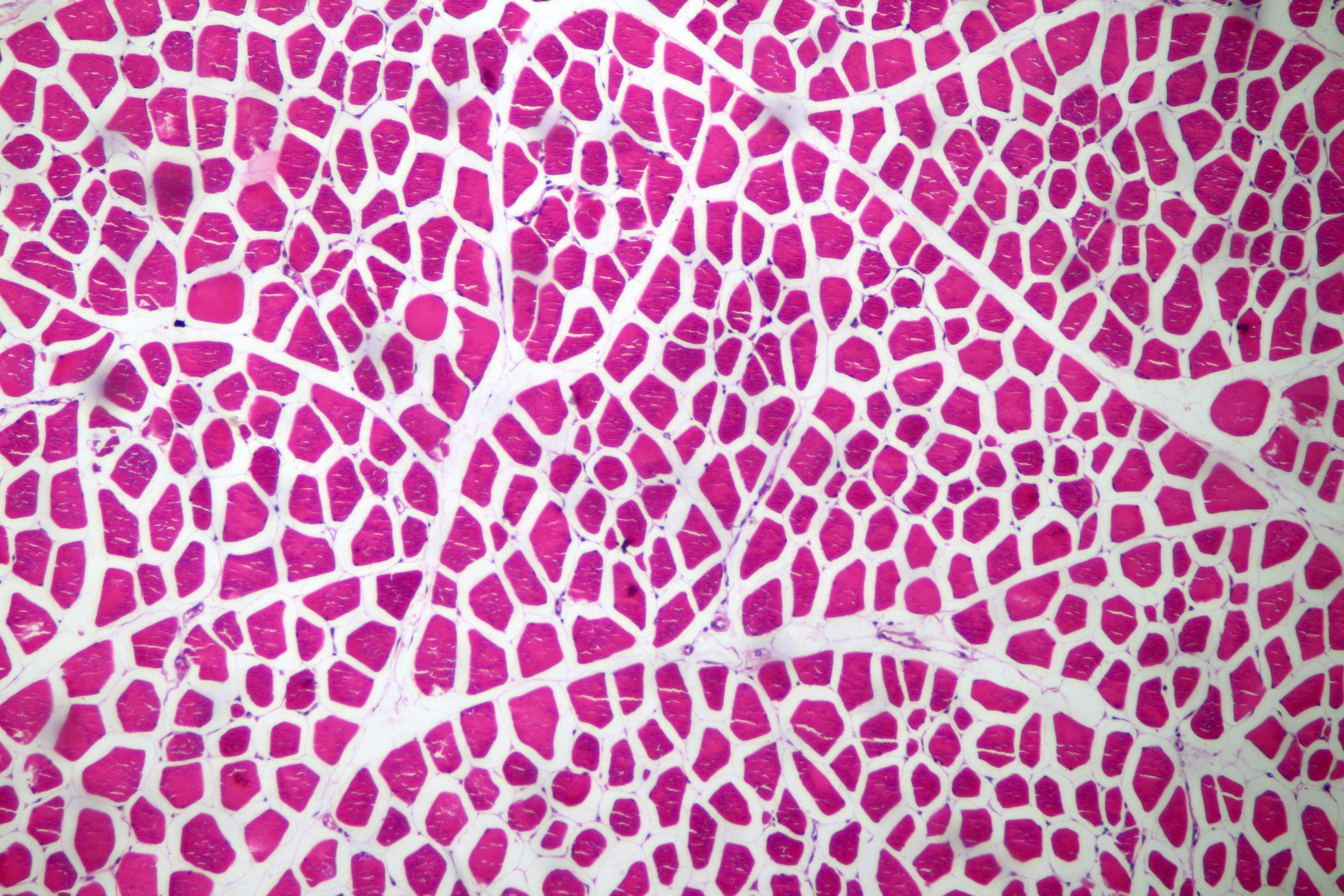
Microfotografía con poco aumento de una sección del músculo estriado de un cerdo.

El músculo estriado es un tipo de músculo que tiene como unidad fundamental el sarcómero.  Al verse a través de un microscopio, presenta estrías, que están formadas por las bandas claras y oscuras alternadas compuestas de actina y miosina. Está formado por fibras musculares en forma de huso, con extremos muy afinados, y más largas que las del músculo liso.
La función principal de los músculos estriados es generar los movimientos voluntarios. Otra función es el mantenimiento de la estabilidad corporal que es posible gracias a una contracción parcial constante y mantenida que se llama tono muscular. Por otra parte los músculos estriados son la principal fuente de calor corporal y contribuyen a mantener la temperatura del organismo próxima a 37 °C.

### Músculo liso
El músculo liso, también conocido como visceral o involuntario, se compone de células en forma de huso que poseen un núcleo central que se asemeja en su forma a la célula que lo contiene; carece de estrías transversales aunque muestra ligeramente estrías longitudinales. El estímulo para la contracción de los músculos lisos está mediado por el sistema nervioso vegetativo autónomo. El músculo liso se localiza en el aparato reproductor y excretor, en los vasos sanguíneos, en la piel y otros órganos internos.
Las funciones del músculo liso son muy diferentes según su ubicación, las fibras que forman parte del tubo digestivo provocan al contraerse los movimientos peristálticos , las situadas en las paredes de los vasos sanguíneos causan disminución o aumento en el calibre de los vasos según se contraigan o relajen, las localizadas en los bronquios pueden aumentar o disminuir el calibre en los bronquios, las ubicadas en la dermis constituyen los músculos erectores del pelo, mientras que las fibras musculares del iris en el ojo hacen posible la dilatación o constricción de la pupila dependiendo del grado de luminosidad ambiental.

### Músculo cardíaco
El músculo cardíaco (miocardio) forma la pared del corazón. Es un tipo de músculo estriado con algunas características especiales. Su función es bombear la sangre a través del sistema circulatorio. Las células están ramificadas formando una estructura que se conoce como sincitio funcional, porque están interconectadas por uniones comunicantes que se llaman discos intercalares, lo que hace posible que la contracción sea sincronizada. Existen dos sincitios funcionales, uno forma las aurículas y otro los ventrículos.

## Forma de los músculos
Cada músculo posee una determinada estructura, según la función que realice. Entre ellas encontramos:
- Fusiformes: predomina la longitud, son gruesos en su parte central y delgados en los extremos. Por ejemplo el bíceps braquial.
- Planos y  anchos: por ejemplo los que se encuentran en la pared del abdomen y protegen los órganos ubicados en su interior.
- Abanicoides o con forma de abanico:  los músculos pectorales o los temporales de la mandíbula.
- Circulares: músculos en forma de anillo. Se encuentran en muchos órganos y tienen la función de abrir y cerrar conductos. Por ejemplo el orificio anal.
- Orbiculares: músculos semejantes a los fusiformes, pero con un orificio en el centro. Sirven para cerrar y abrir otras estructuras. Por ejemplo el músculo orbicular de los párpados.[3]

## Funcionamiento

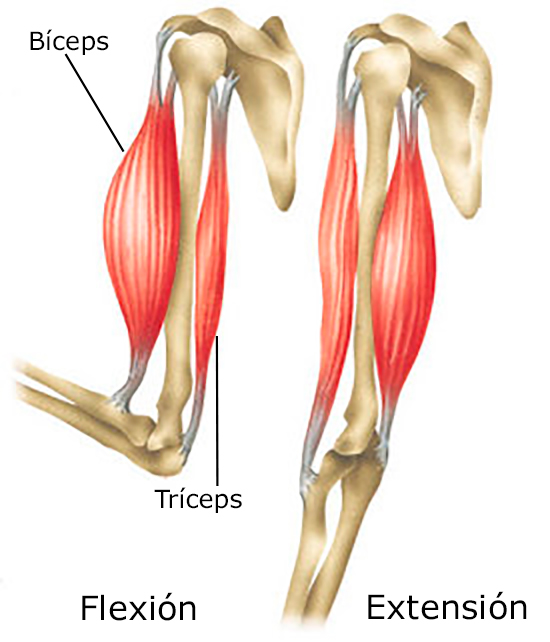
El bíceps y el tríceps realizan funciones contrarias, son antagonistas.

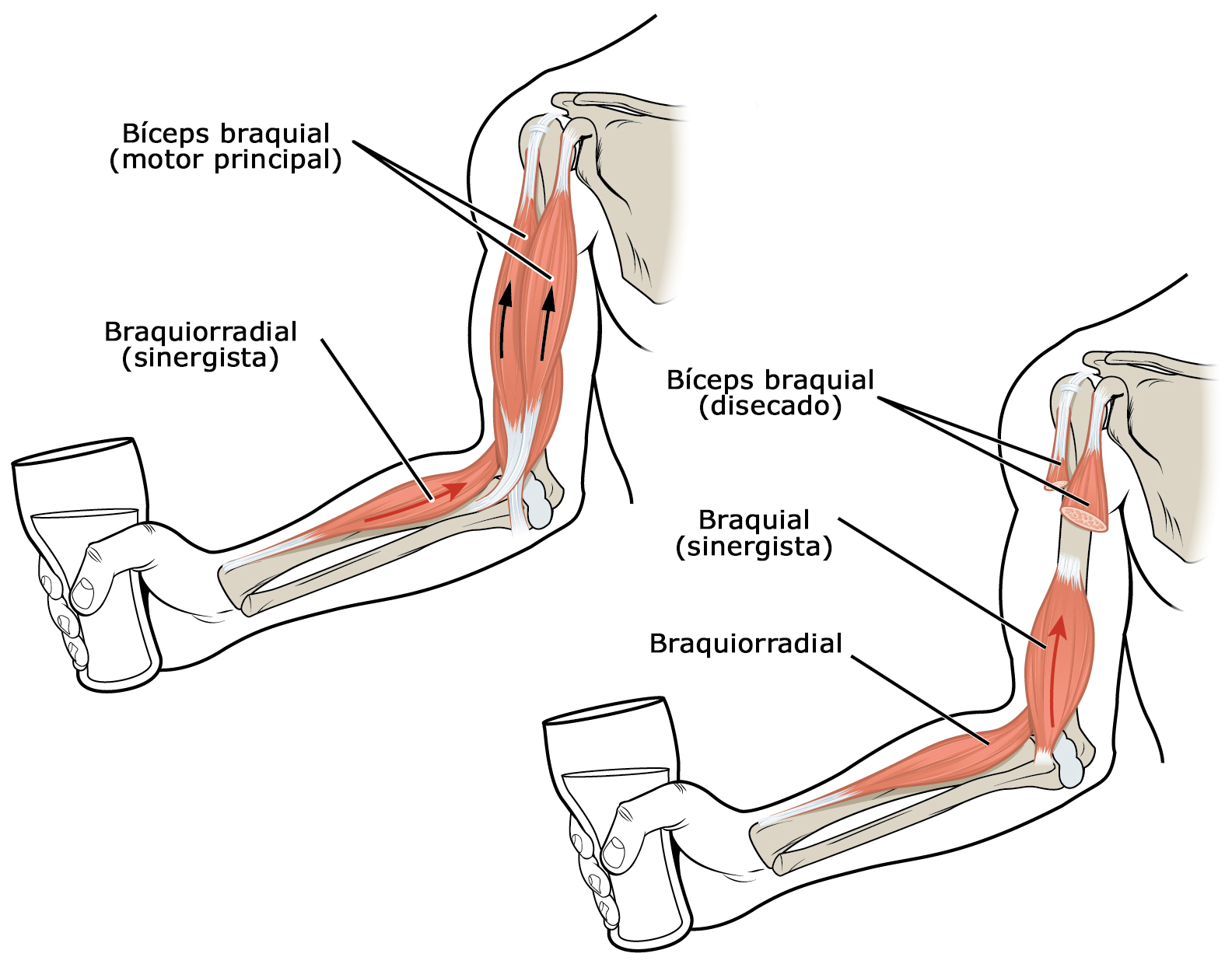
Músculos sinergistas

Los músculos agonistas son aquellos que al contraerse provocan la fuerza necesaria para realizar determinada acción. El músculo antagonista es el que al contraerse realiza la acción contraria. Por ejemplo al flexionar el codo el bíceps braquial actúa como músculo agonista, mientras que el tríceps braquial se relaja y funciona como antagonista. Sin embargo cuando se realiza la extensión del codo el tríceps se contrae y actúa como agonista y el bíceps se relaja y funciona como antagonista.
Los músculos sinergistas son aquellos que al contraerse colaboran con el principal para realizar determinada acción. Existen también músculos llamados fijadores que actúan inmovilizando articulaciones vecinas con la finalidad de que sea posible realizar la acción principal. Un ejemplo de músculo que actúa como fijador en determinadas circunstancias es el deltoides que fija la posición del hombro cuando se realiza la flexión del codo.
De todo lo expuesto se deduce que realizar un determinado movimiento es una acción compleja en la que deben actuar de forma coordinada diferentes músculos con funciones diferentes, aunque puede existir uno que sea el principal.  La biomecánica es la ciencia que estudia la ejecución del trabajo muscular durante el movimiento.
| Movimiento agonista | Movimiento antagonista |
| Flexión             | Extensión              |
| Abducción           | Aducción               |
| Pronación           | Supinación             |
| Rotación interna    | Rotación externa       |

### Tendones
Se llama tendón a la estructura anatómica situada en el extremo de un músculo que sirve para unirlo a un hueso. El tendón transmite la fuerza desarrollada por el músculo al hueso y provoca el movimiento.  La mayor parte de los músculos cuentan con dos tendones, uno en cada extremo. En ocasiones el extremo de un músculo se bifurca y termina en dos tendones, pero también puede ocurrir lo contrario, es decir que varios músculos se unan en su extremo terminal y formen un único tendón, por ejemplo en la pantorrilla se unen los tendones del músculo sóleo y los dos gastrocnemios para formar el tendón de Aquiles. El sitio en el que se une el tendón con el músculo se llama unión miotendinosa, mientras que la unión del tendón con el hueso recibe el nombre de unión osteotendinosa. No debe considerarse el tendón como una estructura inerte, pues se ha comprobado que contiene filamentos de actina y miosina lo que le da cierta capacidad de contracción.

### Contracción isométrica e isotónica
Contracción isométrica.  En este tipo de contracción la longitud de la fibra muscular permanece casi constante, pero el tono muscular se intensifica y no se produce desplazamiento. Un ejemplo es la contracción que tiene lugar en los músculos de las extremidades inferiores y los situados en la proximidad de la columna vertebral para mantener la postura erecta.
Contracción isotónica. En este tipo de contracción la longitud de la fibra muscular se modifica por acortamiento, pero el tono muscular permanece casi constante y se produce desplazamiento.  Un ejemplo es la contracción muscular que se realiza para levantar un objeto y cambiarlo de posición.

## Principales músculos esqueléticos

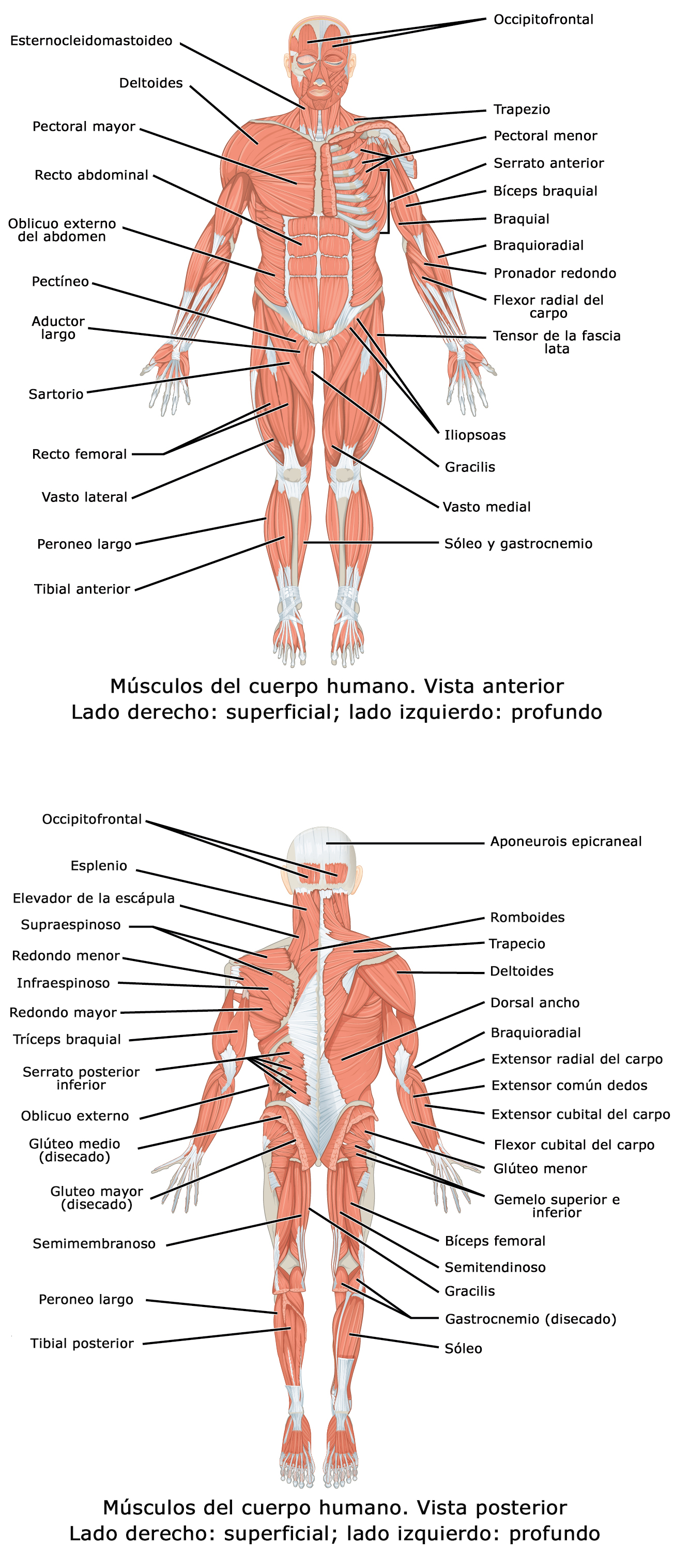

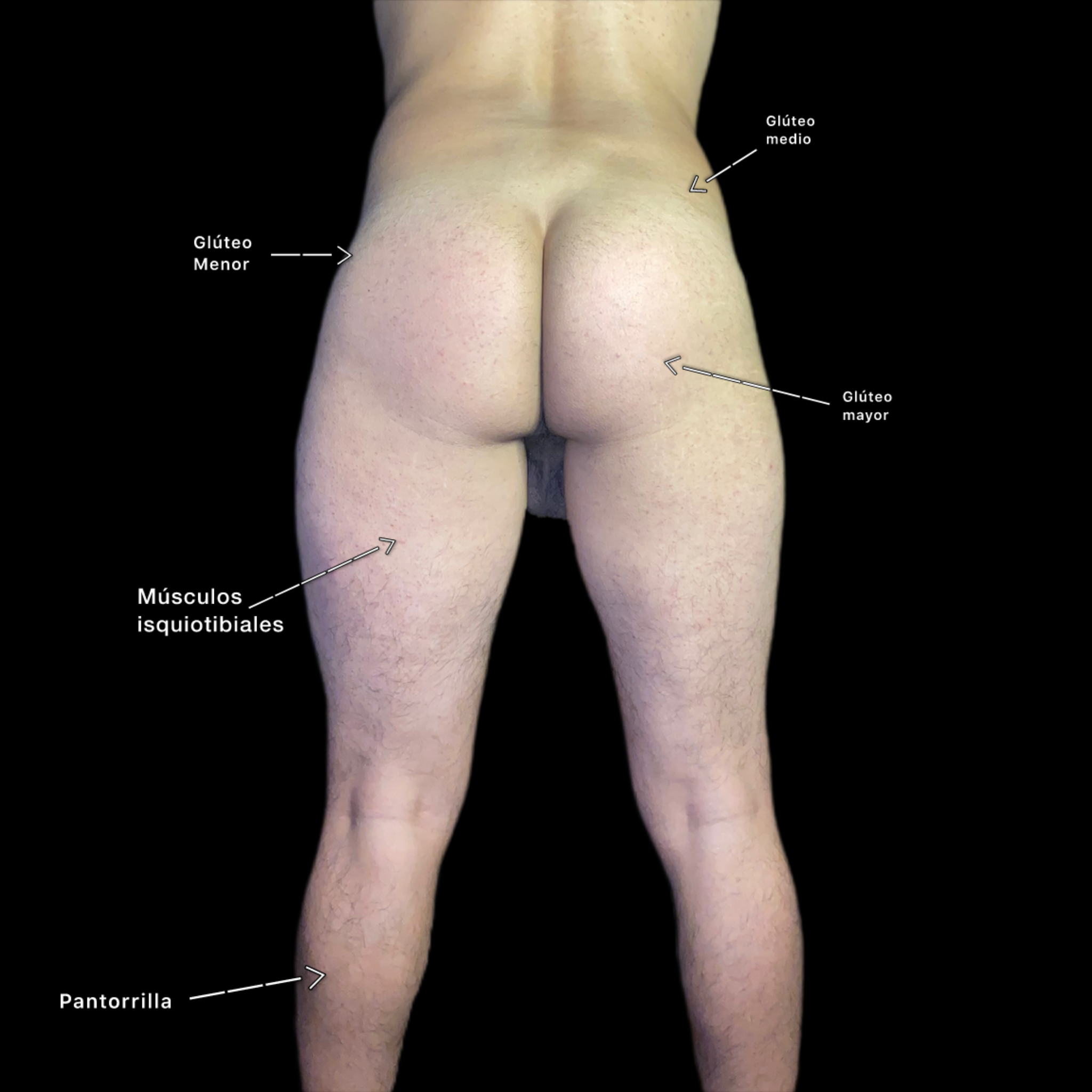
Musculatura inferior-posterior, vista superficial.

A continuación se citan algunos de los músculos más importantes. Para una lista completa véase Anexo:Músculos esqueléticos

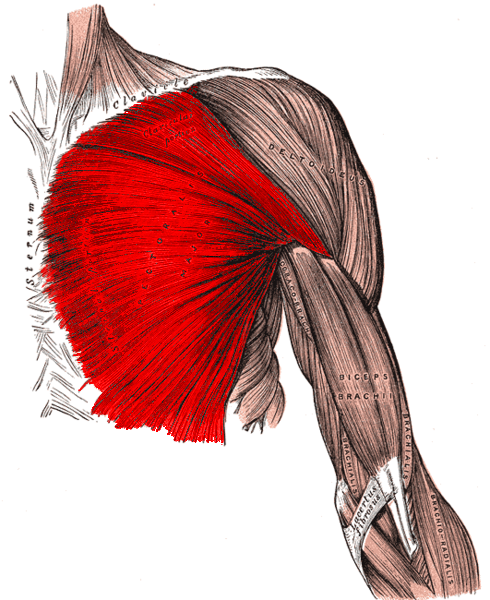
Pectoral mayor.

- Expresión facial. Músculo orbicular de los párpados, orbicular de los labios y buccinador que se sitúa en la mejilla.
- Movimientos del ojo. Este grupo de músculos constituyen la musculatura extrinseca del ojo y pueden mover el globo ocular en todas direcciones. Incluyen el músculo recto superior, músculo recto inferior, músculo recto externo, músculo recto interno, músculo oblicuo superior del ojo, músculo oblicuo inferior del ojo y músculo elevador del párpado.
- Masticación. En el proceso de masticación intervienen el masetero y el temporal que se insertan en la mandíbula.
- Movimientos del cuello. Los más importantes son  el esternocleidomastoideo que se inserta en la clavícula y la apófisis mastoides y el músculo trapecio.
- Movimientos del hombro. La articulación del hombro tiene gran capacidad de movimiento en los tres planos del espacio, puede realizar flexión, extensión, abducción, aducción, rotación interna y rotación externa. Intervienen entre otros músculos el pectoral mayor situado en la cara anterior del tórax, el dorsal ancho ubicado en la espalda y el deltoides. Los rotadores del hombro son cuatro: supraespinoso, infraespinoso, redondo mayor y subescapular.
- Movimientos del antebrazo. Intervienen el bíceps braquial y el tríceps braquial que tienen acciones contrarias.
- Movilización de mano y dedos: Músculos flexores y extensores de los dedos como el músculo flexor común profundo de los dedos de la mano, músculo flexor común superficial de los dedos de la mano y el extensor común de los dedos.
- Respiración. Los más importantes son el diafragma y los músculos intercostales.
- Abdomen. Algunos de los más importantes son el músculo recto abdominal, el músculo oblicuo externo del abdomen y el músculo oblicuo interno del abdomen.
- Columna vertebral. Músculo erector de la columna formado por el músculo iliocostal, músculo longísimo y músculo espinoso,  mantiene la columna erecta.
- Movimientos de cadera. Glúteo mayor extiende el muslo. Psoas iliaco flexiona el muslo. Aductor mayor del muslo aduce el muslo.
- Movimientos de la pierna.  Cuádriceps formado por cuatro vientres, extiende la pierna. Bíceps femoral, semitendinoso y semimembranoso flexionan la pierna.
- Movimientos del pie. Gastrocnemio y soleo flexionan la planta del pie. Tibial anterior flexión dorsal del pie. Peroneo largo y peroneo corto abductores y rotadores externos del pie.
- Dedos del pie. Músculos flexores y extensores de los dedos del pie como el músculo flexor largo de los dedos del pie, flexor largo del dedo gordo, músculo extensor corto de los dedos y músculo extensor corto del dedo gordo.

## Enfermedades
A continuación se citan algunos de los trastornos más frecuentes que pueden afectar al sistema muscular.
- Desgarro muscular: ruptura del tejido muscular.
- Calambre: contracción espasmódica involuntaria de uno o varios músculos.
- Distrofia muscular: degeneración de los músculos esqueléticos de origen hereditario.
- Atrofia muscular: pérdida o disminución del tejido muscular que puede obedecer a numerosas causas.
- Hipertrofia muscular: crecimiento o desarrollo anormal de los músculos.
- Poliomielitis: enfermedad producida por un virus, que actúa sobre el sistema nervioso y ocasiona que los impulsos nerviosos no se transmitan, provocando atrofia muscular en las regiones afectadas.
- Miastenia gravis: es un trastorno neuromuscular que caracteriza por una debilidad del tejido muscular, provocando entre otros síntomas ptosis palpebral.

## Miscelánea
- El fisicoculturismo (del francés culturisme) es una disciplina utilizada para el desarrollo de las fibras musculares mediante la realización de ejercicios físicos como el levantamiento de pesos.[cita requerida]
- El ejercicio físico hace que los músculos trabajen y se desarrollen, aumentando su fuerza y volumen, resistiendo mejor a la fatiga.[17]